# 211 km (obwód moskiewski)
211 km (ros. 211 км) – przystanek kolejowy w miejscowości Kubinka, w rejonie odincowskim, w obwodzie moskiewskim, w Rosji. Położony jest na Wielkim Pierścieniu Kolei Moskiewskiej.